# Paolo Caldarella
Paolo Caldarella (Siracusa, 20 de setembro de 1966 - 27 de setembro de 1993) foi um jogador de polo aquático italiano, campeão olímpico.

## Carreira
Paolo Caldarella fez parte da geração de ouro italiana no polo aquático, campeão olímpico de Barcelona 1992.